# Saarijärvi (sjö i Finland, Kajanaland, lat 64,97, long 29,52)
Saarijärvi är en sjö i Finland. Den ligger i kommunen Suomussalmi i landskapet Kajanaland, i den nordöstra delen av landet, 600 km norr om huvudstaden Helsingfors. Saarijärvi ligger 228,9 meter över havet. Den är 3,95 meter djup. Arean är 83,4 hektar och strandlinjen är 5,81 kilometer lång. Sjön  ingår i Uleälvens huvudavrinningsområde.   Den ligger vid sjön Kuupasjärvi. 
I övrigt finns följande i Saarijärvi:
- Kalmasaari (en ö)

I övrigt finns följande vid Saarijärvi:
- Likojärvi (en sjö)